# Anii 230
Secole: Secolul al II-lea - Secolul al III-lea - Secolul al IV-lea
Decenii: Anii 180 Anii 190 Anii 200 Anii 210 Anii 220 - Anii 230 - Anii 240 Anii 250 Anii 260 Anii 270 Anii 280
Ani: 230 | 231 | 232 | 233 | 234 | 235 | 236 | 237 | 238 | 239